# Anemone bungeana
Anemone bungeana és una herba perenne de la família de les Ranunculàcies nativa de Sibèria i Mongòlia, àmpliament distribuïda per les muntanyes Altai. És una bona herba farratgera.

## Descripció
Creix en forma de petits arbusts de 5-20 cm d'alçada. Les fulles basals són palmades, triples o quadrúples, amb els darrers lòbuls petits i estrets. La tija i els pecíols estan recoberts de pilositat. Floreix al mes de maig i les flors són de color violeta, amples i en forma acampanada.

## Hàbitat
Viu a vessants pedregosos, estepes muntanyoses, on sovint és predominant, i zones de grava.,

## Distribució
Es troba distribuïda per Sibèria i Mongòlia, a les muntanyes Altai.

## Usos
A Mongòlia s'utilitza com a herba farratgera de molt bona qualitat per a l'engreix dels animals de pastura. També té usos medicinals

## Sinònims
Anteriorment havia estat descrita com a Pulsatilla bungeana.